# Fresnedo (Cubillos del Sil)
Fresnedo es una villa del municipio de Cubillos del Sil, en la comarca de El Bierzo, en la provincia de León, Comunidad Autónoma de Castilla y León (España).

## Situación geográfica
Se encuentra al NO de Finolledo, al N de Cubillos del Sil, al SO de Tombrio de Arriba y al E de Sancedo.

## Historia
Fresnedo es una villa ubicada en la comarca de El Bierzo que conoció la expansión y el crecimiento de su población en los últimos tres siglos del pasado milenio.
"Fresnedo", según la toponimia, viene del latín fráxinus o fresno. Con el sufijo -edo, cobra significado de abundancia, abundancia de fresnos; como en Finolledo, abunda el hinojo y en Sancedo el salguero.
Posiblemente, cuando los romanos sacaban el oro de Las Médulas, en sus incursiones por los valles del Bierzo, toparían con este y, al contemplar sus fresnedas, le pusieron el nombre que las alude, "fraxinetum". 
Este pueblo está rodeado de colinas y montañas, como dice el Diccionario Geográfico de Madoz (1847): "Situado en un lugar pantanoso, rodeado de colinas bajas, dispuestas en forma de anfiteatro." Tiene salida natural por el sur hacia Ponferrada.
Gracias a ciertos testimonios, sabemos que ya por la mitad del siglo XVIII, se forjó una de las campanas que en 1952 se encontraba en la torre de la iglesia del pueblo. En la campana de la izquierda, se encontraba presente la siguiente inscripción: "José y María Pío año 1747". En su homóloga de la derecha, se podía leer: "Sierra Mazo me fecit, año MDCCCLXXIIII" (1874). Sin abandonar la parroquia de La Asunción, podemos comprobar que la torre en la que estas campanas se encontraban, databa de 1841, y por dentro las escaleras de caracol junto a la fecha de 1845, ostentaba la expresión griega que fonéticamente suena: DOXA CEO (Gloria a Dios). Esta estructura ya no existe. Además, en el tejado de la ermita, la "campanina" allí presenTe decía y dice: "MDCCLXXV", (1775). Gracias a estos datos, no es difícil presuponer que hacia 1747 y había una torre pequeña en espadaña con dos huecos para las campanas de 1747 y para la campanina en 1775.[cita requerida]
A lo largo del siglo XX, llegaron a Fresnedo muchos avances tecnológicos, como el televisor instalado en la Audiencia, que reunía al pueblo entero en torno a él. Los cambios de ese periodo propicionaron que muchos jóvenes abandonaron la villa para emigrar a las ciudades o al extranjero en busca de trabajo o por estudios.[cita requerida]
Anteriormente, abandonar el pueblo había estado reservado a aquellos que decicían unirse al clero en Monasterios, Seminarios o Congregaciones Asistenciales. Este es el célebre caso del P. Fray Mariano Fernández García, que como destacado franciscano, protagonizó una exitosa carrera eclesiástica en la Roma de Pío X.[cita requerida]
Hasta 1988 fue municipio independiente, del cual dependían las poblaciones de Finolledo y Tombrio de Arriba.

En esa fecha, se integraron Finolledo y Fresnedo en el municipio de Cubillos del Sil y Tombrio de Arriba en el de Toreno.

## Demografía
| Gráfica de evolución demográfica de Fresnedo entre 1842 y 1981 |
| |
| Población de derecho según los censos de población del INE Población de hecho según los censos de población del INE Entre el censo de 1991 y el anterior este municipio desaparece porque se integra por reparto entre Cubillos del Sil y Toreno |

Evolución de la población en el siglo XXI
| Gráfica de evolución demográfica de Fresnedo entre 2000 y 2024     |
|                                                                    |
| Población de derecho (2000-2020) según el padrón municipal del INE |